# Golden Boy (voetbalprijs)
De Golden Boy is een prijs voor het grootste Europese voetbaltalent onder 21 jaar, die jaarlijks wordt uitgereikt door de Italiaanse sportkrant Tuttosport. Het talent wordt gekozen door dertig journalisten van toonaangevende Europese sportmedia. Hiertoe behoren onder andere Gazzetta dello Sport, The Sunday Times en Voetbal International.
De prijs wordt sinds 2003 uitgereikt en is een equivalent van de Trofeo Bravo.

## Winnaars
| Jaar | Winnaar              | Club                | Noot   |
| ---- | -------------------- | ------------------- | ------ |
| 2003 | Rafael van der Vaart | Ajax                | [ 1 ]  |
| 2004 | Wayne Rooney         | Manchester United   |        |
| 2005 | Lionel Messi         | FC Barcelona        | [ 2 ]  |
| 2006 | Cesc Fàbregas        | Arsenal             | [ 3 ]  |
| 2007 | Sergio Agüero        | Atlético Madrid     | [ 4 ]  |
| 2008 | Anderson             | Manchester United   | [ 5 ]  |
| 2009 | Alexandre Pato       | AC Milan            | [ 6 ]  |
| 2010 | Mario Balotelli      | Manchester City     | [ 7 ]  |
| 2011 | Mario Götze          | Borussia Dortmund   | [ 8 ]  |
| 2012 | Isco                 | Málaga              | [ 9 ]  |
| 2013 | Paul Pogba           | Juventus            | [ 10 ] |
| 2014 | Raheem Sterling      | Liverpool           | [ 11 ] |
| 2015 | Anthony Martial      | Manchester United   | [ 12 ] |
| 2016 | Renato Sanches       | FC Bayern München   | [ 13 ] |
| 2017 | Kylian Mbappé        | Paris Saint-Germain | [ 14 ] |
| 2018 | Matthijs de Ligt     | Ajax                | [ 15 ] |
| 2019 | João Félix           | Atletico Madrid     | [ 16 ] |
| 2020 | Erling Braut Håland  | Borussia Dortmund   | [ 17 ] |
| 2021 | Pedri                | FC Barcelona        | [ 18 ] |
| 2022 | Gavi                 | FC Barcelona        | [ 19 ] |
| 2023 | Jude Bellingham      | Real Madrid         | [ 20 ] |
| 2024 | Lamine Yamal         | FC Barcelona        | [ 21 ] |

### Winnaars per club
| Club                | Aantal |
| ------------------- | ------ |
| FC Barcelona        | 4      |
| Manchester United   | 3      |
| Ajax                | 2      |
| Atletico Madrid     | 2      |
| Borussia Dortmund   | 2      |
| Arsenal             | 1      |
| AC Milan            | 1      |
| Manchester City     | 1      |
| Málaga              | 1      |
| Juventus            | 1      |
| Liverpool           | 1      |
| Bayern München      | 1      |
| Paris Saint-Germain | 1      |
| Real Madrid         | 1      |

### Winnaars per land
| Land       | Aantal |
| ---------- | ------ |
| Spanje     | 5      |
| Engeland   | 3      |
| Frankrijk  | 3      |
| Nederland  | 2      |
| Argentinië | 2      |
| Brazilië   | 2      |
| Portugal   | 2      |
| Italië     | 1      |
| Duitsland  | 1      |
| Noorwegen  | 1      |